# Geminga
Geminga (PSR B0633+17) è una stella di neutroni distante approssimativamente 815 anni luce dalla Terra nella costellazione dei Gemelli. Nel 1975 Giovanni Bignami coniò il termine Geminga, acronimo di "Gemini gamma-ray source" ma anche, letto alla tedesca, con la G dura, con il significato in dialetto milanese di "gh'è minga" ovvero "non c'è", espressione giustificata da una ricerca durata 20 anni.
La scoperta di Geminga si deve al satellite SAS-2 della NASA messo in orbita negli anni settanta, per mappare il cielo nei raggi gamma. La sua reale natura è rimasta misteriosa per i successivi venti anni, benché fosse stata proposta una possibile controparte X con una flebilissima controparte ottica. Nel marzo 1991 il satellite ROSAT scoprì la periodicità 0,237 s nell'emissione della sorgente X. In base a questa scoperta, s'ipotizzò che Geminga fosse una stella di neutroni prodotta dal collasso del nucleo di un'enorme stella trasformatasi in supernova circa 300.000 anni fa.

## Storia
Geminga fu il primo esempio di una sorgente gamma non identificata, una sorgente che non si è in grado di associare ad alcun altro oggetto che emetta ad altre lunghezze d'onda. Fu inizialmente osservata dal satellite SAS-2 (1972-1973) e successivamente dal satellite COS-B (1975-1982) come un'emissione significativamente in eccesso di raggi gamma rispetto al fondo teorizzato di emissione galattica diffusa.

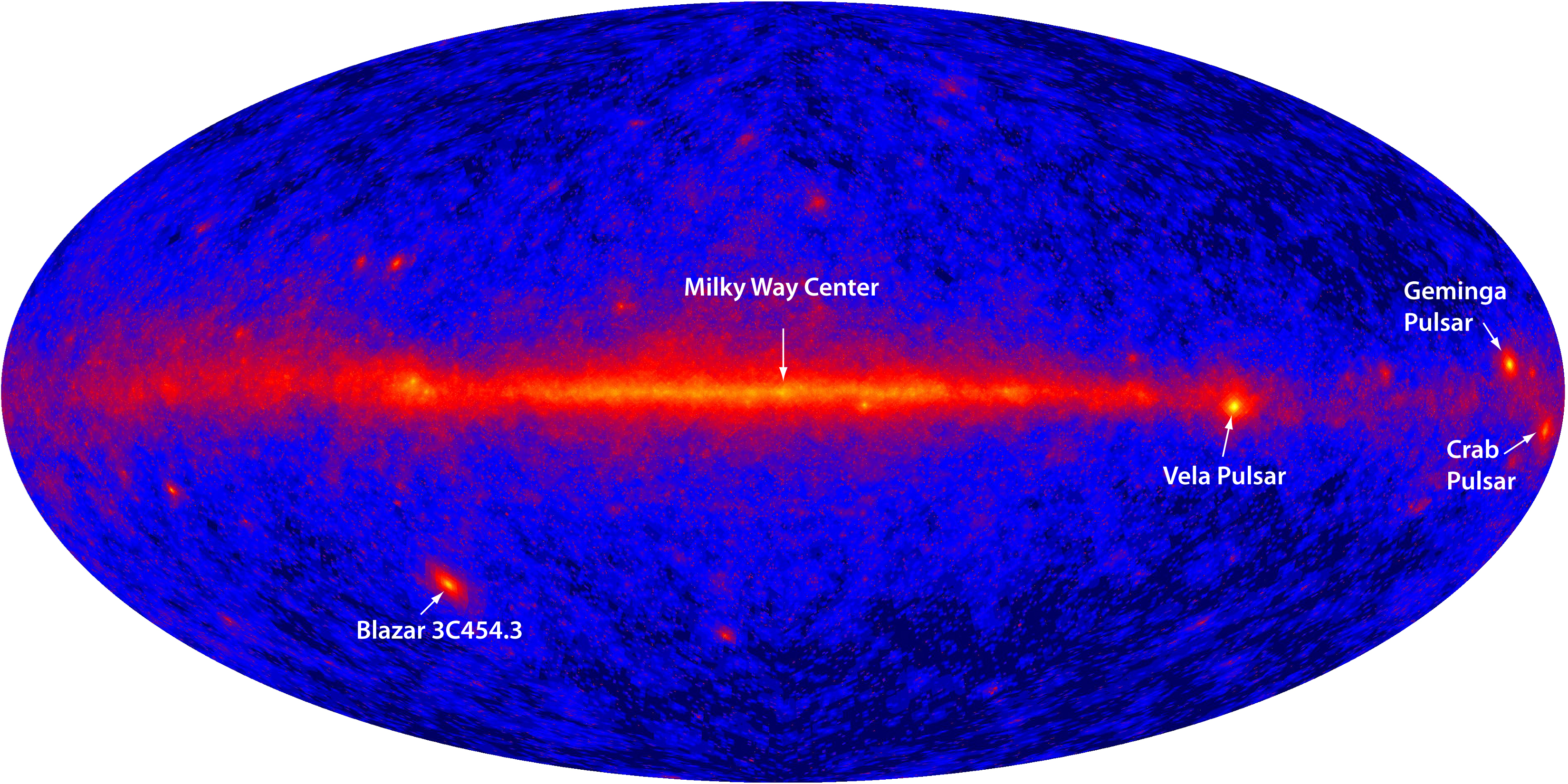
Mappa del cielo γ costruita a partire dai dati Fermi. La posizione di Geminga sul piano galattico è indicata

SAS-2 registrò una pulsazione nel segnale gamma con un periodo approssimativo di 59 s, sebbene il numero limitato di raggi gamma catturati (121 in un periodo di 4 mesi) portasse alla conclusione che la pulsazione non fosse statisticamente significativa. A causa della limitata risoluzione angolare dello strumento (approssimativamente 2,5° a 100 MeV) ed al basso numero di fotoni gamma osservati, la localizzazione della sorgente chiamata γ195+5 (dal valore delle sue coordinate galattiche) risultava incerta, all'interno di una "regione di errore" relativamente grande, nella quale erano già state identificate 3 sorgenti radio, due resti di supernova ai margini della stessa e una piccola galassia satellite della Via Lattea. Nessuna di queste sorgenti poteva però essere associata alla sorgente gamma, ed il gruppo di SAS-2 suggerì che il progenitore di Geminga fosse una radio pulsar non ancora scoperta.
Nonostante il tempo di osservazione dedicato alla zona dell'anticentro galattico, la sorgente rimase non identificata durante tutta l'era di COS-B, sebbene il suo error box fosse molto diminuito. Furono fatte altre ipotesi sulla sua natura, ma essa rimase un mistero fino all'osservazione di una sorgente X scoperta dall'Osservatorio Einstein: 1E 0630+178.
Poiché il Palomar Sky Survey non rilevava alcun'emissione ottica, venne il sospetto che si trattasse di una stella di neutroni, dato che queste sono le uniche sorgenti note ad avere un rapporto così estremo tra il flusso X e il flusso ottico.
Le caratteristiche della sorgente 1E 0630+178 erano uniche: rapporto elevato tra luminosità nei raggi X e luminosità ottica, nessuna emissione radio osservata dal sensibile strumento VLA, emissione puntiforme nelle immagini di Einstein ed una distanza stimata in 100 parsec, che collocava la sorgente nel nostro vicinato galattico. L'associazione tra l'emissione in gamma e in radio non fu definitiva fino a che il satellite a raggi X ROSAT non osservò una pulsazione di 237 ms, che fu vista anche in raggi gamma dallo strumento EGRET e, retrospettivamente, nei dati registrati da COS-B e SAS-2.
Geminga è il primo esempio di pulsar radio quieta e viene citata dalla comunità scientifica per illustrare la difficoltà dell'identificazione delle sorgenti γ.

## Percorso d'identificazione di Geminga

### Anni '70 - La scoperta di SAS-2 e di COS-B
Nel 1973 il satellite americano SAS-2 completò l'osservazione del disco galattico nei raggi gamma, rivelando due sorgenti brillanti nei pressi dell'anticentro galattico. La prima venne facilmente identificata come la pulsar della nebulosa del Granchio mentre la seconda, chiamata γ195+5 dalle sue coordinate galattiche, non sembrava associata ad alcuna sorgente. A complicare il quadro si aggiunse una terza sorgente in un'altra regione del disco galattico, che risultava essere la pulsar radio all'interno del resto di supernova nella costellazione delle Vele. γ195+5, a differenza delle altre due sorgenti, non presentava alcun'emissione radio.
I dati di SAS-2 non permettevano di ottenere una posizione precisa per la sorgente.
Intanto, un gruppo di ricercatori guidati da Julien e Helmken cercava di correlare l'osservazione gamma della sorgente che aveva preso il nome di Geminga con i dati in raggi X che allora avevano a disposizione, l'idea era molto interessante e sostanzialmente corretta ma gli strumenti di Uhuru e Heao1 non erano abbastanza sensibili.
Il lancio del satellite COS-B nell'agosto del 1975 rivoluzionò le conoscenze riguardanti Geminga. La missione era molto simile a SAS-2, ma ebbe una vita orbitale molto più lunga: ben 7 anni. Tra il '75 e l'82 COS-B osservò molte volte l'anticentro della galassia, riducendo notevolmente l'incertezza sulla posizione di Geminga, fino a restringere il raggio del cerchio d'errore a 24 arcominuti, un valore mai raggiunto sino ad allora da osservazioni gamma. Questo risultato fece riprendere la ricerca della controparte X, radio e ottica.

### Anni '80 - La ricerca della controparte X

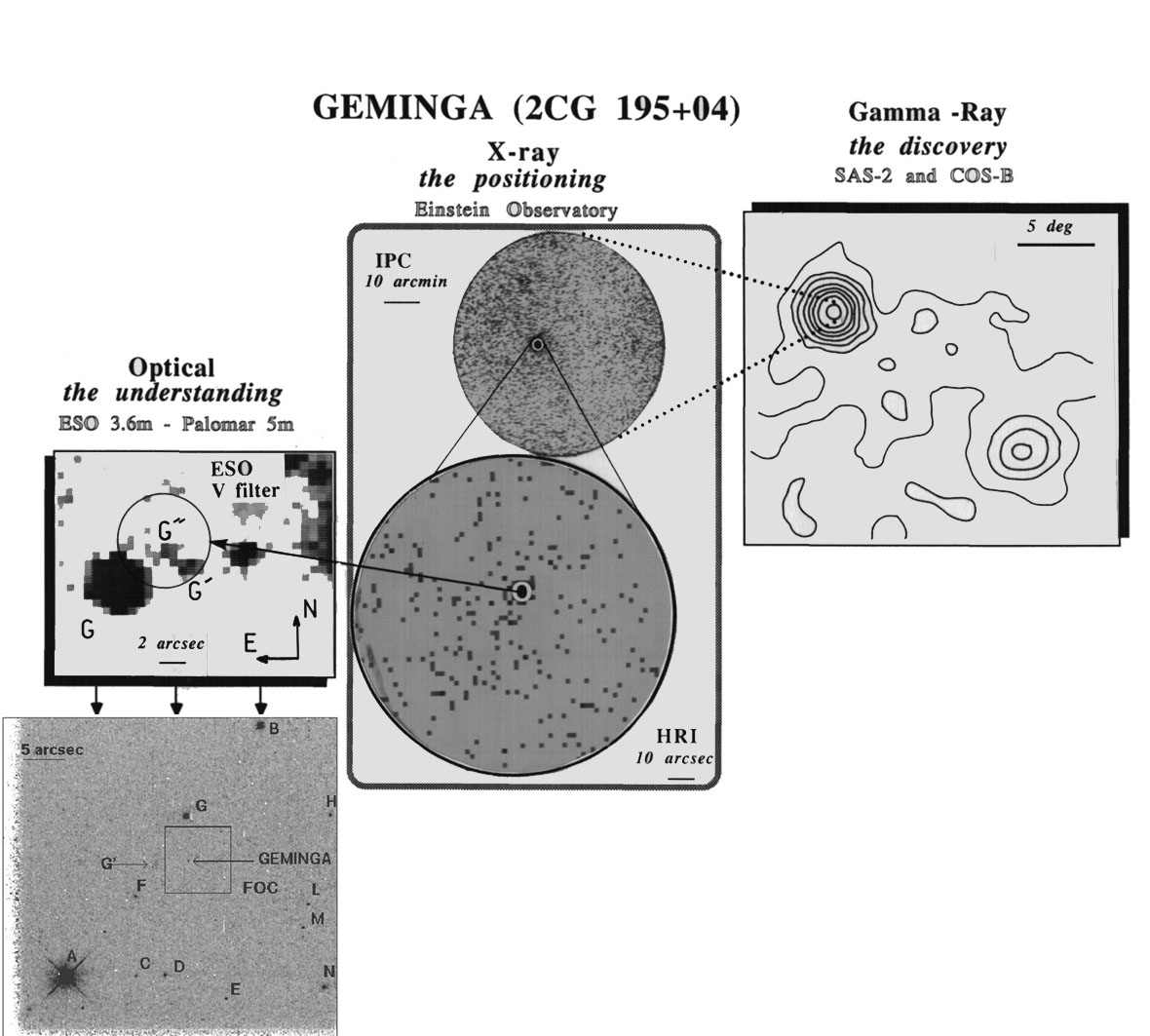
Visione sintetica dello studio multilunghezza d'onda di Geminga partendo dai raggi γ (a destra) per arrivare alle immagini X (al centro) e ottiche (a sinistra)

La ricerca della controparte X di Geminga ebbe una svolta con il lancio del satellite Einstein. Questo satellite non disponeva di semplici rivelatori X, ma di un vero e proprio telescopio caratterizzato da specchi ad incidenza radente. Le osservazioni potevano essere effettuate con due strumenti: l'imaging proportional counter e l'high resolution imager. Tra il 1978 e l'81 vennero effettuate due osservazioni con l'imaging proportional counter della regione del cielo compresa nel cerchio di errore di COS-B. Queste osservazioni furono poi affiancate da una terza immagine dell'high resolution imager.
Nell'immagine dell'imaging proportional counter comparivano diverse sorgenti, ma soltanto la più luminosa era contenuta nel cerchio di errore di COS-B; il puntamento con lo high resolution imager riguardava proprio questa sorgente e dimostrava che si trattava di una sorgente puntiforme.
L'imaging proportional counter fornì evidenza di un bassissimo assorbimento interstellare, che poteva essere interpretato come dovuto a una relativa vicinanza della sorgente. In particolare, dalla distribuzione della polvere e del gas galattico fu possibile stimare che Geminga si trovava ad una distanza di circa 100 parsec.
Poiché il Palomar Sky Survey non rilevava alcun'emissione ottica, venne il sospetto che si trattasse di una stella di neutroni, dato che queste sono le uniche sorgenti note ad avere un rapporto così estremo tra il flusso X e il flusso ottico.

### Anni '80 - Alla ricerca della controparte ottica
La ricerca della controparte ottica della sorgente richiese l'utilizzo di tutti i migliori telescopi disponibili. Iniziò il CHFT, seguito dal Lick Observatory ed in seguito dai telescopi dell'ESO. L'immagine del CHFT (acquisita nel 1984) mostrò che la sorgente X poteva essere associata a tre sorgenti ottiche chiamate G, G', e G”, in ordine d'intensità decrescente.
L'indagine più importante riguardante queste tre sorgenti fu quella relativa alla determinazione del loro colore; in particolare furono osservate attraverso i filtri R e V.
G e G' non presentavano risultati degni di nota, mentre G” appariva più brillante nel visibile rispetto al rosso, facendo pensare ad un colore tendenzialmente bluastro. Poiché l'emissione X di Geminga era coerente con una temperatura superficiale di un milione di K, era logico supporre che la sua controparte ottica apparisse come un oggetto tendenzialmente di colore blu. Il colore bluastro di G” venne confermato da ulteriori osservazioni al telescopio di monte Palomar. Nel 1988 venne misurata la magnitudine blu di G” con il telescopio dell'ESO. G” risultò molto vicina alla magnitudine limite della strumentazione a disposizione sulla terra in quel periodo. Grazie al suo colore inusuale, G” venne indicata come la più probabile controparte ottica di Geminga.

### Anni '90 – Le pulsazioni X e gamma

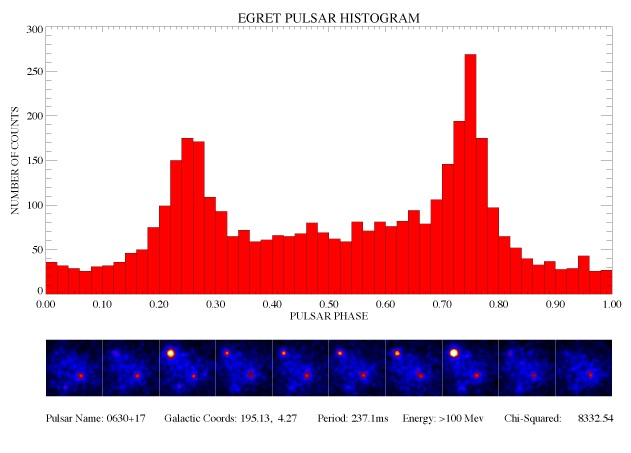
Curva di luce di Geminga registrata dal telescopio EGRET

All'inizio degli anni novanta vennero messi in orbita osservatori di nuova generazione. Si trattava di strumenti più complessi ed accurati che avrebbero potuto colmare le lacune lasciate da COS-B ed Einstein: il Compton Gamma Ray Observatory (CGRO) e il Röntgen Satellite (ROSAT). Il primo consentiva di osservare il cielo nei raggi gamma nell'intervallo di energia da poche decine di MeV a qualche GeV; il secondo invece lo osservava nei raggi X.
Nel 1992 ROSAT scoprì che l'emissione X della probabile controparte era pulsata con periodo di 237 msec, corrispondente al periodo di una stella di neutroni abbastanza giovane.
Il team di EGRET venne immediatamente avvisato della scoperta in modo che potesse verificare questa periodicità anche nel set di dati a loro disposizione. La verifica diede esito positivo e dimostrò che la sorgente gamma e la sorgente X erano lo stesso oggetto, cioè una stella di neutroni in rapida rotazione.
Il team di EGRET non solo confermò il periodo di Geminga ma riuscì a stimare la sua variazione, la cui precisione era però limitata dalla breve base temporale delle osservazioni. Usando la base temporale molto più lunga delle osservazioni di COS-B si ottenne una stima più precisa del rallentamento di Geminga, valore che permise di stimare in modo particolare l'età della stella di neutroni (circa 340.000 anni).

### Dal moto proprio alla distanza

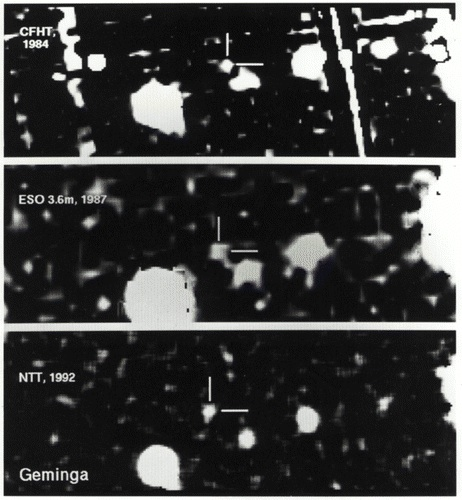
Prima evidenza del moto proprio di G"

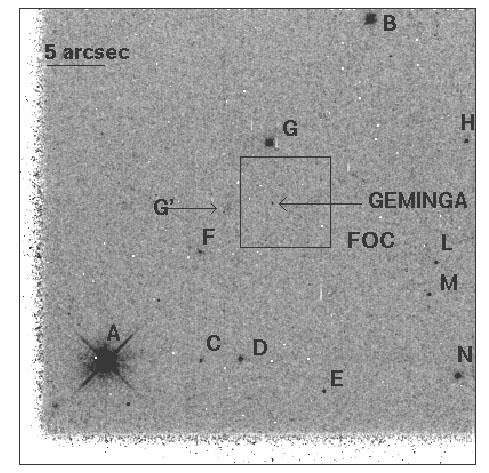
Immagine di Geminga ottenuta con la FOC (Faint Object Camera) a bordo dello HST

La scoperta delle pulsazioni fece moltiplicare gli sforzi per la ricerca del moto proprio di Geminga. All'inizio degli anni ‘90 erano disponibili solo due immagini di G”, riprese con due telescopi differenti nel 1984 e nel 1987. La prima opportunità per osservare Geminga si ebbe nell'autunno del 1992 col New Technology Telescope. L'immagine del 1992 mostrava uno spostamento di G” di 1,5 secondi d'arco rispetto alla situazione nel 1984, ma la sorpresa arrivò dall'immagine del 1987 dove G” appariva in posizione intermedia tra le due. Utilizzando le tre immagini si stimò il moto proprio in 0,17 arcsec/anno.
Da quel momento continuarono le misure della posizione di G”. Oltre a migliorare la precisione del moto proprio, l'idea era cercare di misurare lo spostamento parallattico della sorgente per arrivare ad una nuova misura geometrica della distanza. Purtroppo G” è una sorgente troppo debole per permettere tali misure utilizzando un telescopio al suolo, per questo si dovette usare il telescopio spaziale Hubble. G” venne osservato in tre occasioni, nel 1994 e nel 1995 durante gli equinozi quando l'ampiezza dell'oscillazione parallattica era massima. Lo spostamento parallattico misurato permise di stimare la distanza in 160 parsec con un'incertezza di +/- 40 parsec.

### Premio Bruno Rossi
La misura del moto proprio completa il quadro della fenomenologia di una stella di neutroni brillante in gamma, ben rilevabile in X, debole, ma ancora visibile, in ottico e assolutamente silente in radio. Per il contributo dato alla comprensione della prima stella di neutroni senza emissione radio, Giovanni Bignami e Jules Halpern ricevettero il premio Bruno Rossi della American Astronomical Society.

### Anni 2000 – Fenomenologia X

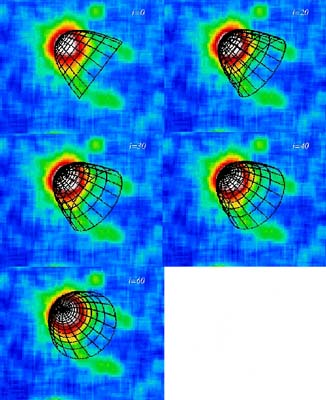
La sovrapposizione del modello tridimensionale del bow shock con le code di Geminga dimostra che la sorgente si muove grosso modo sul piano del cielo

Nel 2003 venne pubblicata la prima osservazione di Geminga nei raggi X con il telescopio dell'ESA XMM-Newton: le immagini riprese dalla camera di bordo EPIC mostravano due codine allineate con la direzione di moto proprio della sorgente. Queste due codine si comportano come una preziosa sonda del mezzo interstellare che circonda Geminga e dimostrano che la direzione del moto di Geminga è quasi perpendicolare alla linea di vista. La stessa forma delle codine permette di studiare la densità (molto bassa) del mezzo interstellare.
Mentre i due rivelatori MOS (Metal Oxide Silicon) scoprivano le code di Geminga il terzo strumento, lo spettrometro PN temporizzava con precisione i fotoni provenienti dalla sorgente, raccogliendone più di 53.000, circa il doppio dei fotoni X raccolti nei 20 anni precedenti.
Il numero elevato di fotoni rilevati rese possibile un'indagine spettrale della sorgente in funzione della fase di rotazione, in particolare si poté ricostruire lo spettro della sorgente ed osservare come questo varia durante la rotazione della stella di neutroni. 
In termini matematici non è possibile riprodurre lo spettro di Geminga con due sole componenti ma si rende necessaria l'introduzione di una terza componente spettrale di tipo termico con una temperatura di 2 milioni di gradi.

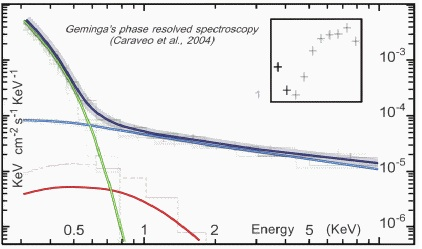
Variazione dello spettro X di Geminga in funzione della fase

Confrontando i vari spettri ottenuti, ed aiutandosi con un'animazione, è stato possibile mettere in evidenza la presenza di una regione calda delle dimensioni di 120 metri e con una temperatura di 2 milioni di gradi che periodicamente transita lungo la linea di vista e fa mutare lo spettro della stella. Responsabili della macchia calda sono le particelle accelerate nella magnetosfera della pulsar. Le condizioni estreme favoriscono la formazione di particelle e antiparticelle, ad esempio elettroni e positroni di uguale massa e carica opposta. Le particelle di un segno vanno a formare le code, quelle di segno opposto si muovono in senso contrario e cadono sulla superficie riscaldandola.
Dato che per una stella di neutroni con le caratteristiche di Geminga ci si aspetta una macchia calda di 300–400 metri di raggio, e quella che si osserva è molto più piccola, si è ipotizzato che la regione calda venga vista obliquamente. Ciò porterebbe a supporre che Geminga sia un rotatore con l'asse di rotazione perpendicolare alla nostra linea di vista.

### Decade 2000-2010
Lo strumento LAT a bordo del satellite NASA Fermi ha scoperto dozzine di stelle di neutroni che producono raggi gamma, senza nessun'emissione radio. Sono le stelle di neutroni Geminga-like, che rappresentano circa un terzo delle stelle di neutroni rivelate dall'osservatorio Fermi. La scoperta delle prime 16 stelle di neutroni radio quiete è stata giudicata da Science una delle 10 scoperte più importanti del 2009. Per il contributo dato alla comprensione di Geminga e delle stelle di neutroni Geminga-like nel 2010 Patrizia Caraveo è stata insignita del Premio Nazionale Presidente della Repubblica..

### Risultati recenti
L'osservatorio Fermi continua a scoprire nuove stelle di neutroni Geminga-like. Il secondo catalogo dei pulsar visti da Fermi ne contiene 35, ma il numero continua a crescere; al momento sono 60.